# Макарина-Кибак, Людмила Эдуардовна
Людми́ла Эдуа́рдовна Макари́на-Киба́к (бел. Людміла Эдуардаўна Макарына-Кібак, род. 20 апреля 1967, Хойники, Гомельская область, Белорусская ССР, СССР) — белорусский государственный и политический деятель, депутат Палаты представителей Национального собрания VI и VII созывов. В парламенте является председателем Постоянной комиссии по здравоохранению, физической культуре, семейной и молодежной политике и членом Совета Палаты представителей.

## Биография
Родилась 20 апреля 1967 года в городе Хойники.
Имеет высшее образование, окончила Гродненский государственный медицинский институт по специальности «Лечебное дело», а также Академию управления при Президенте Республики Беларусь по специальности «Государственное управление социальной сферой». Является доктором медицинских наук, доцентом и автором 143 научных публикаций.
Главный редактор научного журнала «Оториноларингология. Восточная Европа».
Работала врачом-оториноларингологом, заведующим оториноларингологическим отделением Брестской областной больницы; главным врачом Республиканской больницы патологии слуха, голоса и речи; директором Республиканского научно-практического центра оториноларингологии.
11 сентября 2016 года баллотировалась и была избрана на парламентских выборах депутатом Палаты представителей Национального собрания Республики Беларусь шестого созыва по Грушевскому избирательному округу № 99. По результатам голосования, за её кандидатуру были поданы 21 763 голосов (51,4 % от общего числа), при этом явка избирателей на округе составила 63,0 %.
17 ноября 2019 года, на прошедших парламентских выборах, была вновь избрана депутатом Палаты представителей Национального собрания по Грушевскому избирательному округу № 98. По результатам голосования, за её кандидатуру были поданы 24 457 голосов (53,93 % от общего числа), при этом явка избирателей на округе составила 64,58 %.

## Семья
Замужем, имеет сына и дочь.

## Награды
- Имеет Благодарственное письмо Президента Республики Беларусь. Награждена медалью «За трудовые заслуги», Почетной грамотой Национального собрания Республики Беларусь, нагрудным знаком Министерства здравоохранения «Отличник здравоохранения Республики Беларусь». Удостоена звания «Женщина года — 2013» в номинации «За профессионализм и активную общественную деятельность».
- Заслуженный врач Республики Беларусь (18 марта 2024 года)  — за плодотворную государственную и общественную деятельность, значительный личный вклад в развитие законодательства и парламентаризма[5].
- Памятный знак «МПА СНГ. 25 лет» (27 марта 2017 года, Межпарламентская ассамблея СНГ) — за содействие в деятельности Межпарламентской Ассамблеи и её органов[6].